# Caballo de isla Sable

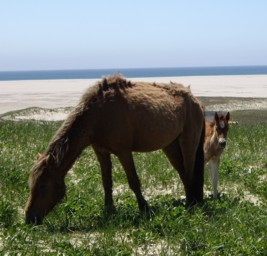
Caballo de la isla Sable pastando junto a una cría

El caballo de isla Sable es un tipo de caballo cimarrón de pequeño tamaño que se encuentra en la isla Sable, frente a la costa de Nueva Escocia, en Canadá. Generalmente es de color oscuro. Los primeros caballos fueron liberados en la isla a finales del siglo XVIII y pronto se volvieron salvajes. Más tarde se transportarían caballos adicionales para aumentar la cantidad de crías de la manada. Más tarde, fueron capturados para su uso privado y venta en mataderos, lo que provocó que hacia los años 50 quedaran en peligro de extinción. Un estudio de 2018 estimó la población para ese año en 500 caballos, frente a los aproximadamente 300 que se habían registrado en la década de 1970.
En 1960, el gobierno canadiense protegió por ley a los caballos en su estado salvaje. Desde la década de 1980, se han realizado estudios no invasivos a largo plazo de los rebaños y, en 2007, se realizó un análisis genético que concluyó que el caballo era lo suficientemente genéticamente distinto como para justificar su conservación. En 2008, los caballos fueron declarados caballo oficial de Nueva Escocia, y en 2011, la isla fue declarada parque nacional reserva del parque nacional Isla Sable. La manada no está gestionada y está protegida legalmente de la interferencia humana. Los caballos viven únicamente en la isla Sable y, hasta 2019, en el parque de vida silvestre Shubenacadie en Nueva Escocia; esta última manada desciende de caballos que se retiraron de la isla Sable en la década de 1950.

## Características

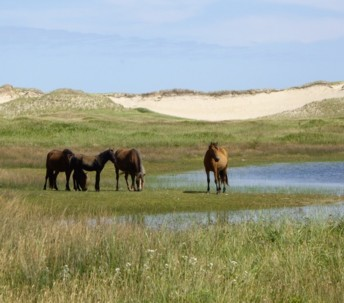
Patrones de colores típicos

Los caballos que quedan en la isla Sable son todos cimarrones. Generalmente miden entre 132 y 142 centímetros. Los machos de la isla pesan en promedio unos 360 kilogramos y las hembras alrededor de 300 kilogramos. Los alimentos disponibles en la isla limitan su tamaño, y las crías de los caballos retirados de la isla y alimentados con dietas más nutritivas son generalmente más grandes. Físicamente, los caballos son similares al caballo ibérico, con cuellos arqueados y grupas inclinadas. En general son robustos y bajos, con cuartillas cortas que les permiten moverse con facilidad en terrenos arenosos o accidentados. Los caballos de la Isla Sable tienen pelajes, crines y colas muy peludos, especialmente durante el invierno. La cola es completa y de inserción baja. Su pelaje es en su mayoría de colores oscuros, pero algunos tienen marcas blancas. Aproximadamente la mitad son castaños, y el resto se distribuye entre castaños, rubios y negros. Muchos caballos de la Isla Sable tienen andadura natural. Antes de que se les protegiera, cuando podían conservarse para uso humano, los caballos eran conocidos por su paso y andar seguros.
Los caballos de la isla no están bajo ningún control: por ley no están sujetos a ningún tipo de interferencia humana. La investigación que se realiza sobre ellos es de carácter observacional, realizada por diversas entidades durante varias décadas. La población en los últimos años (2009 en adelante) ha variado entre 400 y 550 animales. Debido a la falta de depredadores, los caballos más viejos a menudo mueren de hambre después de que sus dientes se desgasten por una vida de exposición a la arena y al marram.

## Historia
La isla Sable es una isla estrecha con forma de medialuna ubicada aproximadamente a 300 kilómetros al sureste de Nueva Escocia. Es de 42 kilómetros de largo y está cubierta de dunas de arena y pastos. En la isla se han encontrado más de 350 especies de aves y 190 especies de plantas, además de la manada de caballos salvajes, que son los habitantes más conocidos.

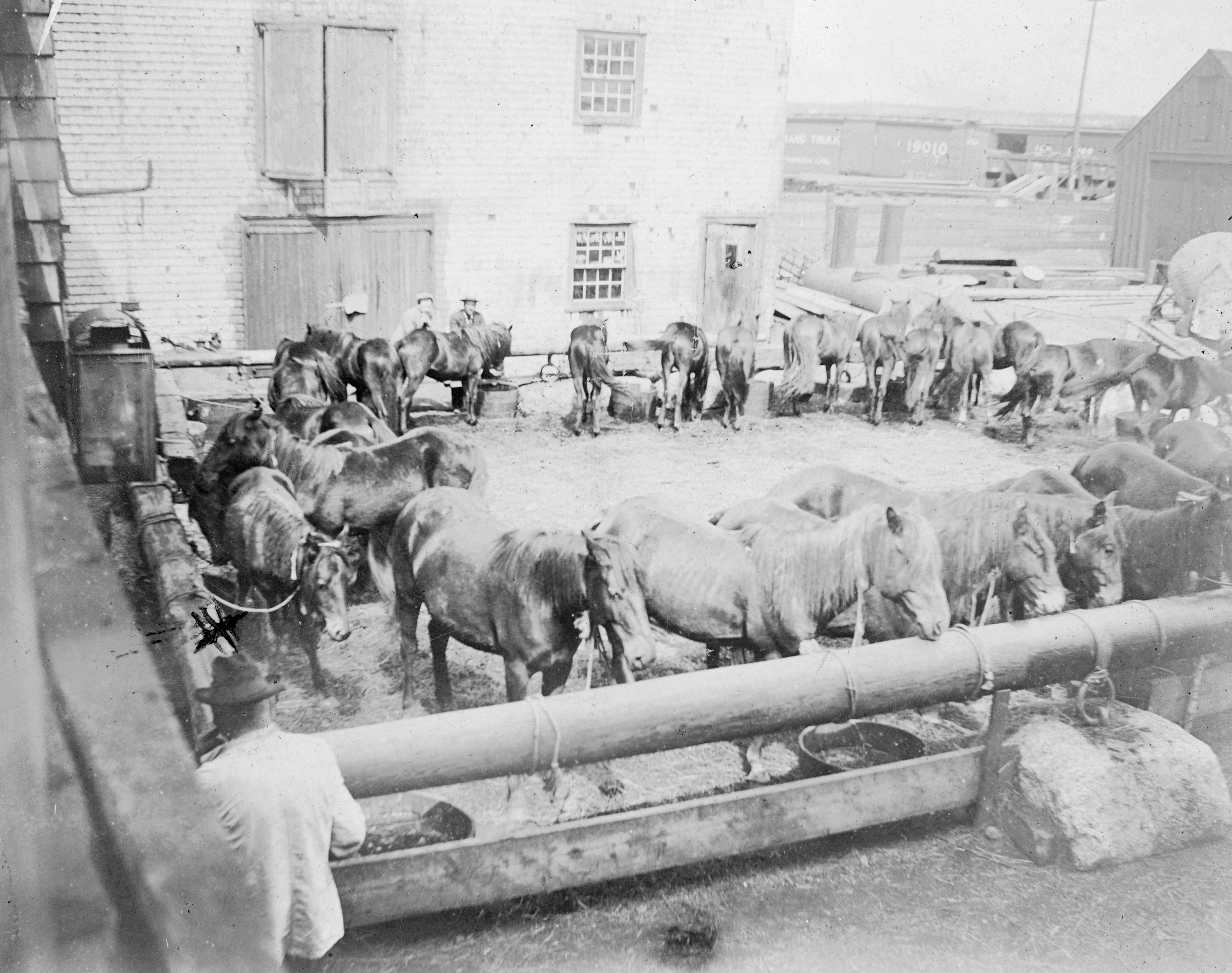
Ponis en Halifax, Nueva Escocia, para subasta en 1902, después de haber sido retirados de la isla.

Aunque la leyenda popular afirma que los caballos de la Isla Sable nadaron hasta la costa desde los numerosos naufragios cerca de la isla, o que estos fueron introducidos por exploradores portugueses del siglo XVI, esto no está respaldado por evidencia histórica o genética. En realidad, los caballos fueron introducidos deliberadamente en la isla durante el siglo XVIII. Los primeros caballos registrados fueron traídos por un clérigo de Boston, el reverendo Andrew Le Mercier, en 1737, pero la mayoría fueron robados por marineros que pasaban por allí. La mayoría de historiadores y científicos creen que los caballos actuales descienden en su mayoría de caballos confiscados por los británicos a los acadianos durante su expulsión. Los caballos acadianos eran descendientes de varios cargamentos de caballos franceses, incluidos miembros de las razas bretona, andaluza y normanda, posteriormente cruzados con caballos de Nueva Inglaterra, incluidos los barbos españoles. El comerciante y armador de Boston, Thomas Hancock, compró algunos caballos acadianos y los transportó a la isla Sable en 1760, donde estuvieron pastando. Aunque a menudo se les llama ponis debido a su pequeño tamaño, poseen únicamente fenotipo y ascendencia de caballo.
Después de que el gobierno de Nueva Escocia estableciera un centro de rescate en isla Sable en 1801, los trabajadores entrenaron a algunos de los caballos para transportar suministros y equipamiento. El personal de salvamento registró la importación de un semental, Jolly, llevado allí en 1801, que probablemente era similar en tipo a los caballos acadianos originales liberados en la isla. Aunque Jolly no fue el primer caballo en la isla, fue el primero en ser identificado por su nombre en los registros históricos, y se sabe que sobrevivió en la isla hasta al menos 1812. Otros animales de cría, que probablemente incluyen a las razas de caballos purasangre Morgan y Clydesdale, fueron enviados a la isla durante la primera mitad del siglo XIX, con la esperanza de mejorar el tipo de caballo que se encontraban en la isla y aumentar el precio al que podían venderse en el continente.
Durante el siglo XIX y principios del XX, los caballos de la isla Sable eran reunidos periódicamente y, o bien se quedaban en la isla con los habitantes, o bien eran trasladados al continente, donde a menudo se vendían para el matadero. A finales de la década de 1950, la carne se utilizó principalmente como alimento para perros y los caballos de la isla estaban en peligro de extinción. Los escolares iniciaron una campaña pública para salvar a los caballos. En 1960, como parte de la Ley de Transporte Marítimo Canadiense, el gobierno canadiense declaró que los caballos estaban totalmente protegidos y ya no podían ser acorralados ni vendidos. La ley exige que las personas reciban permiso por escrito antes de poder "molestar, interferir, alimentar o tener cualquier otra relación con los ponis de la isla".

### Estudio y conservación

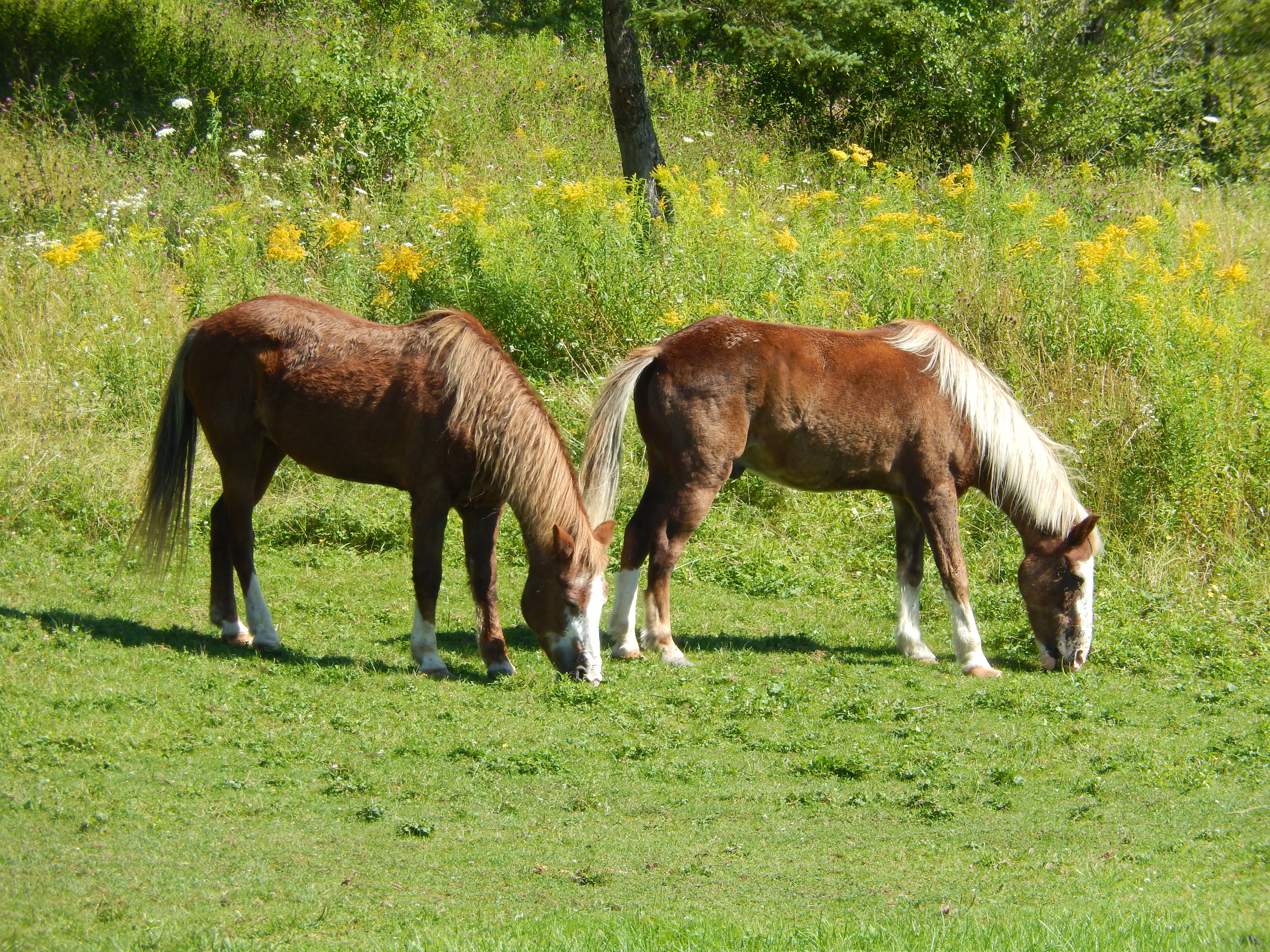
Caballos de la isla Sable en el parque de vida silvestre Shubenacadie

A mediados de la década de 1980, se iniciaron estudios a largo plazo de las manadas de la isla Sable y, a mediados de la de los 2000, la mayoría de los caballos que vivían en la isla tenían un historial documentado. En 2007, se realizó un análisis genético de la manada de la Isla Sable. Se concluyó que estos caballos eran genéticamente similares a las razas multipropósito y de tiro ligero que se encuentran en el este continental de Canadá, con diferencias probablemente creadas por la selección natural y la deriva genética. Sin embargo, los investigadores también afirmaron que los caballos de la Isla Sable habían «divergido genéticamente lo suficiente de otras razas como para merecer atención especial por parte de los grupos de interés en conservación», y que la pérdida de los caballos de la Isla Sable sería más perjudicial para la diversidad genética de la población de caballos canadienses que la pérdida de cualquier otra raza. La erosión genética es una posibilidad dentro de la población de la Isla Sable, debido al pequeño número de caballos. En un estudio de ADN mitocondrial publicado en 2012, se descubrió que el caballo de la Isla Sable era el menos diverso genéticamente de las 24 poblaciones de caballos estudiadas, que incluían razas de caballos y ponis, así como poblaciones salvajes de América del Norte y Europa. Un estudio de 2014 realizado por Parks Canada afirmó que los caballos estaban amenazados debido a su bajo número, la endogamia excesiva y el clima extremo debido al calentamiento global.
En 2008, el parlamento de Nueva Escocia declaró al Caballo de la Isla Sable como uno de los símbolos provinciales oficiales. En 2011, el gobierno canadiense creó la reserva del parque nacional Isla Sable, que permite una mayor protección de la isla y de los caballos. Además de en la isla, hasta 2019, los caballos vivían también en el parque de vida silvestre Shubenacadie en Shubenacadie, Nueva Escocia, que mantuvo a los descendientes de los caballos de la Isla Sable retirados de la isla en la década de 1950 por el Departamento de Transporte de Canadá. El último caballo que se encontraba en esta localización fue sacrificado en septiembre de 2019. Sin embargo, algunos siguen considerando a los caballos como una especie invasora que no es adecuada para una región protegida donde se debe preservar la integridad ecológica de acuerdo con la Ley de Parques Nacionales.
Un estudio publicado en 2019 descubrió que los caballos de la Isla Sable tenían aproximadamente tres veces el nivel de huevos de parásitos en su material fecal que los caballos domésticos, con un promedio de 1500 huevos por gramo. Entre ellos se encontraba un gusano pulmonar que causaba enfermedades respiratorias; los caballos también sufrían de enfermedades reproductivas. Las necropsias de cadáveres inspeccionados en 2017 y 2018 mostraron que los caballos jóvenes murieron de hambre e hipotermia, particularmente durante inviernos extremos, ya que no tendrían una reserva suficiente de grasa corporal y la vegetación adecuada es escasa en la isla durante el invierno. Los adultos murieron por otras causas. Estos resultados confirmaron un estudio similar de 1972. El estudio también encontró que estos caballos consumen accidentalmente cantidades importantes de arena, lo que gradualmente desgasta sus dientes y bloquea su tracto gastrointestinal.
La tasas de mortalidad típica es de alrededor del 1% anual; durante la primavera de 2017, que fue particularmente dura, la tasa fue del 10%.